# Siteroptes microsaniae
Siteroptes microsaniae är en spindeldjursart som beskrevs av Martin 1978. Siteroptes microsaniae ingår i släktet Siteroptes och familjen Siteroptidae. Inga underarter finns listade i Catalogue of Life.